# Lorenzo Luengo
Lorenzo Luengo (Madrid, 1974) es un escritor, editor y traductor español, destacado en novela y relato con los que ha obtenido varios premios literarios nacionales.

## Biografía
En la década de 1990 realizó sus primeras publicaciones de relatos con los que alcanzó cierto nivel de reconocimiento. Es autor de cinco novelas: El satanismo contado a los niños (2014); La cuestión Dante (XLV Premio Ateneo de Sevilla, 2013); Amerika (XIV Premio Ateneo Joven de Sevilla de Novela 2009); El quinto perergrino (2009) y  La visita de los jueves (2005). Además de los citados, ha sido galardonado con una cincuentena de premios entre los que destacan el premio Ciudad de Algeciras y el Juan March de novela corta. En 2017, publicó El dios de nuestro siglo, una novela en la que según su autor constituye una "novela filosófica sustentada en el género negro".
Como editor y traductor, ha trabajado con obras de Victor Hugo, Lord Byron (de quien ha traducido Diarios) o William Butler Yeats, entre otros.